# Medida de aplicación coactiva del Derecho internacional
A diferencia del derecho interno en el Derecho Internacional no existe un sistema institucionalizado de aplicación coercitiva del derecho.
Lo cierto es que en el derecho internacional impera la autotutela a la hora de aplicar coercitivamente el derecho en la resolución de los conflictos. Así, ante la comisión de un ílicito internacional el infractor es obligado por otro sujeto de derecho internacional que busca la cesación del ilícito y su reparación.

## Retorsiones
Son los actos internacionalmente ilegales dirigidos a causar daños por parte de un Estado a otro como respuesta del incumplimiento de una norma jurídica. Sin embargo, dichos actos del Estado infractor no necesariamente deben ser ilícitos; basta con interpretarse como actos inamistoso. Las medidas de retorsión se consideran como acciones legales al no ser regulados por la Comisión de Derecho Internacional dentro de los Artículos de la Responsabilidad del Estado por Hechos Internacionalmente Ilícitos. Por lo que las medidas de retorsión se consideran dentro del campo de libertad del Estado para actuar sin limitantes Al no ser acciones ilegales, nunca se podrá someter ante una corte o tribunal internacional a un Estado que realiza medidas de retorsión. Asimismo, las medidas de retorsión no se pueden emplear como justificante para la aplicación del derecho a la legítima defensa propuesto en la Carta de las Naciones unidas Al igual que estas acciones nunca pueden llegar al nivel de una intervención
Las medidas de retorsión se diferencian de las contramedidas ya que estas contienen elementos punitivos más no se dirigen a presionar a un Estado a cumplir obligaciones internacionales ni tienen carácter temporal o reversible. Finalmente, los Estados que llevan a cabo medidas de retorsión deben ser cautelosos con no ir en contra de tratados internacionales e instrumentos internacionales
Ahora bien, algunos ejemplos de medidas de retorsión son los siguientes:
- La no participación en ciertas actividades internacionales, tanto económicas como comerciales.
- Omisión de relaciones diplomáticas.
- La expulsión de nacionales de ese Estado que residen temporalmente o permanentemente.
- Bloqueos de bienes.
- No reconocimiento de actos realizados por el Estado.
- Uso de instrumentos económicos que generan pérdidas para el otro Estado.
- Cesación del comercio.

## Contramedida
El Estado lesionado, para obtener la cesación y reparación del hecho ilícito, puede realizar determinados actos que, en condiciones normales, serían contrarios a sus obligaciones internacionales. Estos actos se denominan contramedidas, que son un elemento de un sistema descentralizado que trata de hacer efectivos los derechos de los Estados.
No obstante, al tratarse de una forma de autotutela, las contramedidas se prestan a abusos. El proyecto del CDI trata de evitarlos estableciendo límites y condiciones a su ejercicio.

### Legitimidad y Procedimiento
El Estado lesionado por un hecho ilícito internacional está legitimado para ejercer una contramedida, siempre y cuando lo haga siguiendo el procedimiento apropiado. En consecuencia, antes de adoptar una contramedida, todo Estado deberá innovar la responsabilidad del Estado infractor y requerirle que cumpla sus obligaciones. Además, notificará la decisión de adoptar contramedidas y ofrecerá una negociación, salvo que la adopción de aquellas deba realizarse de inmediato para la defensa de sus derechos.

### Contenido
Una contramedida consiste en infringir una obligación como respuesta al ilícito internacional. La obligación que se opta por infringir debe ser proporcional al perjuicio que causa el ilícito del otro Estado. Debe atenderse al daño producido, así como la trascendencia de la violación cometida.

### Naturaleza
Las contramedidas no tienen carácter punitivo, sino que están encaminadas a inducir al Estado infractor a cumplir las obligaciones derivadas de la responsabilidad. Por eso, tienen carácter temporal y deberán suspenderse cuando el hecho internacionalmente ilícito haya cesado o la controversia se haya sometido a un tribunal internacional, salvo que el Estado no aplique de buena fe los procedimientos de solución de controversias. En todo caso, cuando se haga efectiva la responsabilidad, las contramedidas se interrumpirán de inmediato.

### Límites
Las contramedidas no pueden afectar a determinadas obligaciones:
- La obligación de abstenerse de recurrir a la amenaza o el uso de la fuerza, tal y como se enuncia en la Carta de las Naciones Unidas;
- Las obligaciones establecidas para la protección de los derechos humanos fundamentales;
- Las obligaciones de carácter humanitario que prohíben las represalias;
- Con carácter general, todas las obligaciones que emanan de normas de ius cogens.

Además, deberán cumplirse todas las obligaciones que se hayan derivado de un procedimiento de solución de controversisas aplicable entre el Estado lesionado y el infractor, así como las relativas al respeto de la inviolabilidad de los agentes, locales, archivos y documentos diplomáticos o consulares.

## Aplicación de contramedidas por terceros estados
Es una práctica bastante habitual en la defensa de intereses de comunitarios, que sin embargo carece de legitimación. Los terceros estados tan sólo podrán aplicar retorsiones.